# 西村頼子
西村 頼子（にしむら よりこ、1962年8月13日 - ）は、日本の女優。リコモーション所属。

## 人物
- 劇団そとばこまち出身。
- 趣味は映画鑑賞と読書[1]。
- 特技は朗読とアナウンス[1]。

## 出演

### テレビドラマ
- 連続テレビ小説（NHK）
  - てっぱん - 千代子 役
  - カーネーション
  - マッサン - 田中マツ 役
  - まんぷく - 産婆 役
  - スカーレット - お手伝いさん 役（滋賀ことば指導を兼担）
- パパ トールド★ミー 大切な君へ（NHK）
- 生存 愛する娘のために（NHK）
- バブル（NHK）
- 復讐法廷（2015年、テレビ朝日）
- 湊かなえサスペンス「望郷『海の星』」（2016年、テレビ東京）
- 立花登青春手控え2（2017年、NHK） - おりく 役
- 京都人の密かな愉しみ Blue 修行中 祝う春（2018年、NHK） - 松原良子 役
- 遺留捜査スペシャル5（2018年、テレビ朝日） - りさこ 役
- 京都人の密かな愉しみ Blue 修行中 祇園さんの来はる夏（2019年、NHK） - 松原良子 役
- 恐怖新聞（2020年、東海テレビ・フジテレビ系） - 美沙 役

### バラエティ
- 週刊テレビ広辞苑（読売テレビ）
- ティーンズTV 世の中なんでも経済学（NHK教育テレビ） - キャップ 役
- みてハッスルきいてハッスル（NHK教育テレビ） - おばば様 役

### ラジオ番組
- 湖国サウンドスナップ（2020年4月2日 - 、e-radio FM滋賀）

### ラジオドラマ
- 幻坂（2014年、NHK-FM）
- 嘘の秘密（2018年、NHK-FM）